# Jean-Pierre Sudre
Jean-Pierre Sudre (27. září 1921 Paříž - 6. září 1997 Aix-en-Provence) byl francouzský fotograf. Vedle své profesionální dráhy se věnoval fotografii zátiší a mikrofotografii.

## Životopis
Narodil se v Paříži. Chtěl se věnovat filmu a proto vystudoval nejprve Fotografickou a filmovou průmyslovou školu (École technique de photographie et de cinéma, dnes École nationale supérieure Louis-Lumière) a poté Vysokou filmovou školu (Institut des hautes études cinématographiques). U filmu se ale neprosadil a proto se v roce 1946 začal zabývat průmyslovou fotografií. Díky své preciznosti a technické dokonalosti se v tomto oboru prosadil.
Spolu se svou manželkou Claudine Sudre (1925-2013) si v roce 1960 navíc otevřeli fotografickou laboratoř, která zpracovávala negativy i pozitivy pro další fotografy, nakladatele i redakce. Pracovali pro své vrstevníky, jako byli Brassaï nebo Jeanloup Sieff. Rovněž zpracovávali historické negativy, například snímky Nadarovy nebo fotografie Eugèna Atgeta.
Ve své volné tvorbě byl inspirován především Edwardem Westonem. Fotografoval zátiší a přírodní scenérie. Dále se zabýval makro a mikrofotografií, kde dokázal spojit vědeckou a technickou preciznost s výtvarným účinkem těchto fotografií.
Byl členem skupiny Klub 30 × 40 (Les 30x40 / Le Club photographique de Paris).

## Publikace
- Bruges, au berceau de la peinture flamande (V Brugách, kolébce flánského malířství), text François Cali, Paris : Arthaud, 1963
- Diamantine, soubor originálních fotografií vydaný ve 33 exemplářích, Paříž, 1964
- Douze paysages matériographiques, Lacoste : J.-P. Sudre, 1975
- Jean-Pierre Sudre, Toulouse : Galerie municipale du Château d'eau, katalog výstavy, 1975
- Jean-Pierre Sudre, Arles : Musée Réattu, 3. - 26. červen 1983 - katalog výstavy
- Jean-Pierre Sudre, Galerie de photographie de la Bibliothèque nationale, Espace Colbert, texty Jean-Pierre Sudre a Jean-Claude Lemagny, Paříž : Bibliothèque nationale, 1989 - katalog výstavy
- Jean-Pierre Sudre, 1921-1997, text Jean-Claude Lemagny, Zaragoza : Institut français, 2001 - katalog výstavy
- Jean-Pierre Sudre, Arles : Actes Sud, 2003, ISBN 2-7427-4394-4

## Výstavy
- 1952 Galerie Demeure, Paříž
- 1955 Musée de Picardie, Amiens
- 1957 Galerie Kortrijk
- 1957 Galerie Montalembert, Paříž
- 1961 Ateliér Veranneman, Kortrijk
- 1962 Umělecké muzeum, Brusel
- 1963 Bruggy
- 1963 Galerie Demeure, Paříž
- 1965 Institut Français, Kolín nad Rýnem
- 1975 Jean-Pierre Sudre, Toulouse : Galerie municipale du Château d'eau, 2. prosinec 1975 - 4. leden 1976
- 1989 Jean-Pierre Sudre, Galerie de photographie de la Bibliothèque nationale, Espace Colbert, Paříž : Bibliothèque nationale, 4. říjen - 4. listopad 1989
- 2001 Jean-Pierre Sudre, 1921-1997, Zaragoza : Institut français